# Morgue de Bello Monte
La Morgue de Bello Monte, más formalmente conocida como "Sede Nacional de Medicina y Ciencia Forense" o simplemente Medicatura Forense, ente adscrito al ministerio del poder popular para relaciones interiores justicia y paz es un centro para el almacenamiento y procesamiento de necropsias de ley para los cadáveres producto de muertes violentas localizado en la Avenida Neverí del sector Colinas de Bello Monte en el Municipio Baruta al este del distrito metropolitano de Caracas, al noroeste del Estado Miranda, y al centro norte del país sudamericano de Venezuela. Allí funciona el Servicio Nacional de Medicina y Ciencias Forenses conocido por sus siglas SENAMECF.
Es la institución encargada de manejar todas las Morgues Forenses Judiciales conocidas en esa ciudad y nación. Los cuerpos que ingresan lo hacen a través del Cuerpo de Investigaciones, Científicas, Penales y Criminalísticas, y otras instituciones policiales que solicitan experticias periciales.

## Historia
Su historia se remonta a 1972 cuando comenzó a funcionar de manera "provisional" en Bello Monte con miras a ser trasladada al sector de San Agustín, hecho que no se concretó.
En el lugar ha llegado todo tipo de personas que van desde individuos comunes hasta políticos. Entre los casos que destacan, esta el del fiscal Danilo Anderson quien falleció víctima de un atentado terrorista en noviembre de 2004. y Óscar Pérez, responsable del ataque al Tribunal Supremo de Justicia de Venezuela en 2017.
Históricamente ha habido críticas y denuncias sobre las condiciones en las que opera el lugar lo que ha llevado a debates sobre como mejorar su funcionamiento.